# Cleveland (Karolina Północna)
Cleveland – miasto w Stanach Zjednoczonych, w stanie Karolina Północna, w hrabstwie Rowan.